# Алимжанов, Эльмир Эльдарович
Эльмир Эльдарович Алимжанов (род. 5 октября 1986, Алма-Ата) — казахстанский фехтовальщик на шпагах, бронзовый призёр чемпионата мира 2025 года, 4-кратный чемпион Азии, многократный призёр Азиатских игр. Участник Олимпийских игр 2012 и 2024 годов. Мастер спорта международного класса Республики Казахстан.

## Биография
Эльмир Алимжанов родился в Алма-Ате. По национальности крымский татарин. Фехтованием занимается с 1997 года. Тренером является отец — Эльдар Алимжанов — старший тренер сборной. Отец также тренировал младшего сына Энвера.
В 2003 году окончил Республиканскую школу — интернат для одаренных в спорте детей имени К. Ахметова.
За время обучения в школе — интернате участвовал во многих Республиканских, Всероссийских и Международных турнирах по фехтованию. За сборную Республики Казахстан выступал на Юношеских Играх стран СНГ и Балтии и на четырёх Чемпионатах Мира среди юниоров и кадетов.
В 2003 году поступил в Казахский Национальный Технический университет им. К. И. Сатпаева. Продолжая заниматься спортом, принимал участие на Всемирной Универсиаде Студентов в Турции. В 2005 году стал серебряным призёром Чемпионата РК среди юниоров и бронзовым призёром Кубка РК, попал в основной состав Национальной сборной Республики Казахстан по фехтованию на шпагах.
За период сезона 2005—2007 года, участвуя в Этапах Кубка Мира среди юниоров, занял 1 место в Иране, дважды был финалистом в Германии и Испании. На Чемпионате Мира среди юниоров в Корее в составе команды сборной Республики Казахстан стал обладателем золотой медали, на Чемпионате Азии в Китае в командном зачёте принёс в свою копилку серебряную медаль.
Чемпион Мира 2006 года по фехтованию на шпагах среди юниоров.
На чемпионате мира 2011 года попал в финал и занял 8 место, победив канадца Тиграна Байгорича (15:13),
трёхкратного чемпиона мира француза Готье Грюмье (15:14),
олимпийского чемпиона Сиднея-2000 итальянца Альфредо Рота (15:13), но проиграл швейцарцу Фабиану Каутеру (12:15).
Серебряный призёр чемпионата Азии (Сеул, 2011), где в финале в упорной борьбе уступил Джинсун Джунгу (Южная Корея) — 12:15.
На чемпионате Азии-2012 в японском городе Вакаяма также завоевал серебро, уступив первое место Джинсун Джунгу (Южная Корея).
Лицензию на летние Олимпийские игры 2012 года завоевал в Таллине на этапе Кубка Мира «Таллинский меч», где занял третье место.
На Играх в Лондоне занял 11-е место. В первом раунде соревнований шпажистов со счётом 15:9 выиграл у вьетнамского спортсмена Нгуен Тьен Нята, но в 1/8 финала проиграл своему недавнему сопернику по чемпионату Азии, южнокорейцу Джинсун Джунгу 8:15, который в итоге стал бронзовым призёром Олимпийских игр 2012 года.
На чемпионате Азии 2013 в городе Шанхай (Китай) Алимжанов стал чемпионом Азии, в полуфинальных боях и финале, одолев спортсменов из Южной Кореи.
На чемпионате мира 2025 года в Тбилиси завоевал бронзу в командном первенстве шпажистов в составе сборной Казахстана. В матче за третье место команда Казахстана разгромила французов 45-31.